# Завод азотних добрив у Мари («Мариазот»)
Завод азотних добрив у Мари («Мариазот») – підприємство хімічної промисловості Туркменістану, що знаходиться на південному сході країни на околицях міста Мари.
Підприємство почало роботу в 1984 році. Основними складовими його комплексу є виробництва аміаку (два цеха сукупною добовою продуктивністю 1200 тон) та аміачної селітри (450 тисяч тон на рік). Серед інших виробництв варто вказати на цех азотної кислоти добовою продуктивністю 1800 тон.
Окрім забезпечення власних потреб, «Мариазот» міг постачати аміак Туркменабатському хімічному заводу.
В 2006-му завод випустив 269 тисяч тон аміачної селітри (60% від проектного показника), причому зазначалось, що це найвищий рівень з момента запуску.
Починаючи з другої половини 2010-х багаторазово анонсувались плани щодо капітального ремонту та модернізації «Мариазот». На початку 2021-го повідомлялось, що завод працює на 23% від проектної потужність і того ж року через критичний стан із забезпеченням сільськогосподарських виробників аміачною селітрою Туркменістан імпортував з Узбекистану 140 тисяч тон цього добрива.
Підприємство, для якого головною сировиною є природний газ, розташоване біч-о-біч зі ще одним заводом азотних добрив «Марикарбамід» та великою газовою ТЕС Мари. Подача ресурсу до цього потужного центру споживання відбувається за допомогою трубопроводу Довлетабад – Мари та перемички довжиною понад чотири десятки кілометрів від газопроводу Галкиниш – Шатлик, по якому транспортується продукція унікального родовища Галкиниш. 